# Campeonato Mundial de Judô Feminino de 1982
O Campeonato Mundial de Judô de 1982 foi a 2° edição feminino do Campeonato Mundial de Judô, realizada em Paris, França, em 4 a 5 de dezembro de 1982.

## Medalhistas

### Homens
| Evento | Ouro               | Prata                 | Bronze                                 |
| ------ | ------------------ | --------------------- | -------------------------------------- |
| -48 kg | Karen Briggs       | Marie-France Colignon | Jola Bink Hitomi Nakahara              |
| -52 kg | Loretta Doyle      | Kaori Yamaguchi       | Christina-Ann Boyd Pascale Doger       |
| -56 kg | Béatrice Rodriguez | Suzanne Williams      | Eve Aronoff Diane Bell                 |
| -61 kg | Martine Rottier    | Inger Lise Solheim    | Jeannine Peeters Gabriele Ritschel     |
| -66 kg | Brigitte Deydier   | Karin Krueger         | Heidi Anderson Anita Staps             |
| -72 kg | Barbara Classen    | Ingrid Berghmans      | Karin Posch Jocelyne Triadou           |
| +72 kg | Nathalie Lupino    | Margaret Castro       | Maria Theresa Motta Marjolein van Unen |
| Aberto | Ingrid Berghmans   | Hiromi Tateishi       | Regina Sigmund Jocelyne Triadou        |

### Quadro de Medalhas
| Ordem | País           | Medalha de ouro | Medalha de prata | Medalha de bronze | Total |
| ----- | -------------- | --------------- | ---------------- | ----------------- | ----- |
| 1     | França         | 4               | 1                | 3                 | 8     |
| 2     | Grã-Bretanha   | 2               | 0                | 1                 | 3     |
| 3     | Alemanha       | 1               | 1                | 2                 | 4     |
| 4     | Bélgica        | 1               | 1                | 1                 | 3     |
| 5     | Japão          | 0               | 2                | 1                 | 3     |
| 6     | Áustria        | 0               | 1                | 2                 | 3     |
| 7     | Austrália      | 0               | 1                | 1                 | 2     |
| 7     | Estados Unidos | 0               | 1                | 1                 | 2     |
| 7     | Noruega        | 0               | 1                | 1                 | 2     |
| 8     | Países Baixos  | 0               | 0                | 3                 | 3     |
| 9     | Itália         | 0               | 0                | 1                 | 1     |